# Одуд, Вадим Николаевич
Вадим Николаевич Одуд (укр. Вадим Миколайович Одуд; 29 ноября 1995, Старая Чертория — 12 ноября 2022, Херсонская область) — украинский военнослужащий, майор, участник российско-украинской войны. Герой Украины (29 сентября 2023, посмертно).

## Биография
Родился 29 ноября 1995 года в селе Старая Чертория Любарского района Житомирской области.
В 2018 году окончил Национальную академию сухопутных войск имени гетмана Петра Сагайдачного во Львове. После выпуска начал службу в 15-м отдельном горно-штурмовом батальоне 128-й отдельной горно-штурмовой Закарпатской бригады Сухопутных войск Вооружённых сил Украины.
С началом полномасштабного вторжения России в Украину в феврале 2022 года принимал активное участие в боевых действиях. Сначала командовал 3-й горно-штурмовой ротой, а с сентября 2022 года возглавил весь батальон. Под его руководством подразделение участвовало в обороне городов Рубежное и Кременная в Луганской области, а также в освобождении населённых пунктов Херсонской области.
12 ноября 2022 года Вадим Одуд погиб в результате подрыва автомобиля на мине во время проверки маршрута для перемещения батальона в Херсонской области. Похоронен 16 ноября 2022 года в родном селе.

## Награды
- Звание «Герой Украины» с удостоением ордена «Золотая Звезда» (29 сентября 2023, посмертно) — за личное мужество и героизм, проявленные в защите государственного суверенитета и территориальной целостности Украины, верность военной присяге[4].
- Орден Богдана Хмельницкого II степени (11 мая 2022) — за личное мужество и высокий профессионализм, проявленные в защите государственного суверенитета и территориальной целостности Украины, верность военной присяге[5].
- Орден Богдана Хмельницкого III степени (19 марта 2022) — за личное мужество и высокий профессионализм, проявленные в защите государственного суверенитета и территориальной целостности Украины, верность военной присяге[6].